# Heterispa costipennis
Heterispa costipennis (лат.) — вид жуков из подсемейства щитоносок из семейства листоедов.

## Экология
Самки откладывают одно или несколько яиц, располагая их поодиночке или группами, на лист кормового растения. Ими являются Althaea, Malvastrum coromandelinus, Sida rhombifolia, Sphaeralcea bonariensis, Panicum.

## Распространение
Вид встречается в Южной Америке в Парагвае, Уругвае, Аргентине, Боливии, Бразилии и Эквадоре.